# Ankieta
Ankieta – metoda badawcza używana w naukach społecznych, polegająca na gromadzeniu informacji poprzez samodzielne wypełnienie kwestionariusza ankiety w obecności ankietera lub bez niego.

## Rodzaje badań ankietowych

### Informacje o respondencie (ankietowanym)
- jawne – ankiety, za pomocą których można zidentyfikować respondenta odpowiadającego na pytania, np. o wiek lub miejsce zamieszkania
- anonimowe – ankiety niezawierające pytań dotyczących tożsamości respondenta. Są one częściej wykorzystywane, ponieważ ankietowani rzetelniej odpowiadają na pytania

### Częstotliwość badań
- jednorazowe – przeprowadzone tylko raz
- okresowe – przeprowadzone kilkukrotnie na tej samej grupie respondentów w określonym odstępie czasowym

### Sposób przekazywania kwestionariusza ankiety
- ankieta pocztowa – kwestionariusze są wysyłane bezpośrednio do respondentów i odsyłane z powrotem drogą pocztową
- ankieta prasowa – kwestionariusz jest drukowany w gazetach i trafia do przypadkowych respondentów. Po wypełnieniu jest odsyłany do instytucji przeprowadzającej badanie
- ankieta rozdawana – ankieter lub osoba upoważniona rozdaje kwestionariusze ankiet w wybranych miejscach. Po wypełnieniu, ankieta jest odsyłana do ankietera lub składana do odpowiedniego pojemnika pod wskazanym na kwestionariuszu adresem
- ankieta telefoniczna, radiowa, telewizyjna – zawartość kwestionariusza jest przekazywana za pomocą mediów społecznościowych, a odpowiedzi są odsyłane przez respondentów drogą pocztową lub elektroniczną
- ankieta audytoryjna – kwestionariusze są wypełniane przez grupę respondentów zebranych w jednym miejscu, np. konferencja, szkolenie i odbierane bezpośrednio przez ankietera
- ankieta ogólnodostępna – wydrukowane kwestionariusze są rozmieszczone w miejscach publicznych, tj. kino, teatr i galeria handlowa. Wypełniony arkusz ankiety wkłada się do stojącego obok odpowiedniego pojemnika lub wysyła na podany adres droga pocztową
- ankieta internetowa – kwestionariusz ankiety może być umieszczony w e-mailu jako załącznik lub na portalu społecznościowym jako link do strony WWW. W ten sposób trafia on do szerokiej grupy respondentów, a po jego wypełnieniu jest wysłany bezpośrednio do ankietera

### Stopień uczestnictwa ankietera
- ankiety nadzorowane – ankieter może udzielać wyjaśnień respondentom, tym samym unikając błędów podczas wypełniania kwestionariusza
- ankiety nienadzorowane – respondenci nie mogą konsultować się z ankieterem

## Rodzaje pytań zawartych w kwestionariuszu
- pytania otwarte – respondent ma całkowitą swobodę wypowiedzi
- pytania półotwarte – respondent oprócz zaznaczenia wcześniej przygotowanych odpowiedzi ma możliwość własnej wypowiedzi
- pytania zamknięte – respondent musi zaznaczyć odpowiedź z wcześniej przygotowanej listy odpowiedzi

## Literatura
- J. Sztumski, Wstęp do metod i technik badań społecznych, Wydawnictwo Śląsk, Katowice 1995.
- S. Kaczmarczyk, Badania marketingowe. Metody i techniki, Polskie Wydawnictwo Ekonomiczne, Warszawa 2003.